# Ack, varför nu gråta
Ack, varför nu gråta är en psalm med sex 5-radiga verser. Texten är författad av Nils Frykman år 1879. Melodin är hämtad från Svenska Missionsförbundets sångbok 1894 sång nummer 318 av signaturen Th. S., som står för Wilhelm Theodor Söderberg. Texten bearbetades 1985 av Harry Lindström.

## Publicerad i
- Herde-Rösten 1892 som nr 153 med titeln Men varföre gråta? under rubriken "Benådning".
- Svenska Missionsförbundets sångbok 1894 som nr 318 med titeln Ack, hvarföre gråta
- Sionstoner 1889 som nr 662 under rubriken "Sånger om frälsningen. Erfarenheter i bättringen och tron."
- Svenska Missionsförbundets sångbok 1920 som nr 352 med titeln Ack, varföre sörja under rubriken "Guds barns trygghet".
- Sionstoner 1935 som nr 472 under rubriken "Nådens ordning: Trosliv och helgelse"
- Guds lov 1935 som nr 105 under rubriken "I Jesu efterföljd"
- Sions Sånger 1951 som nr 187 med titeln Säg, varföre sörja?.
- Sions Sånger 1981 som nr 159 under rubriken "Kristlig vandel".
- Psalmer och Sånger 1987 som nr 616 under rubriken "Att leva av tro - Förtröstan - trygghet".[1]
- Lova Herren 1988 som nr 527 under rubriken "Guds barns tröst i kamp och prövning".